# El Vigía
El Vigía är en ort i Mexiko.   Den ligger i kommunen Cuautitlán de García Barragán och delstaten Jalisco, i den södra delen av landet, 500 km väster om huvudstaden Mexico City. El Vigía ligger 733 meter över havet och antalet invånare är 116.
Terrängen runt El Vigía är kuperad åt sydväst, men åt nordost är den bergig. Runt El Vigía är det glesbefolkat, med 13 invånare per kvadratkilometer. Närmaste större samhälle är La Resolana, 18,3 km nordväst om El Vigía. I omgivningarna runt El Vigía växer huvudsakligen savannskog.